# Agios Stefanos
Agios Stefanos of Agios Stefanos Attikis (Grieks: Άγιος Στέφανος of Άγιος Στέφανος Αττικής, Heilige Stefanus) is een deelgemeente (dimotiki enotita) van de gemeente (dimos) Dionysos, in de Griekse bestuurlijke regio (periferia) Attica. De plaats telt 9.451 inwoners.

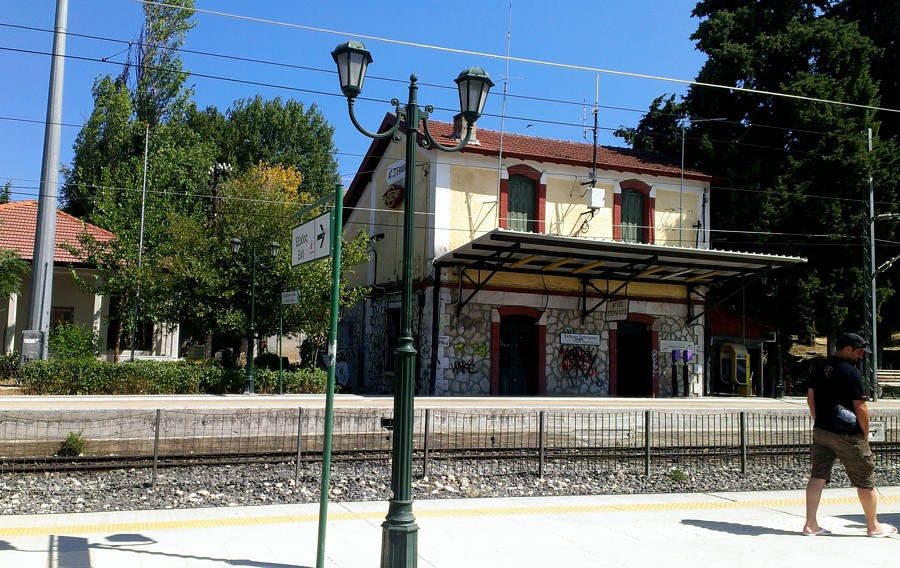
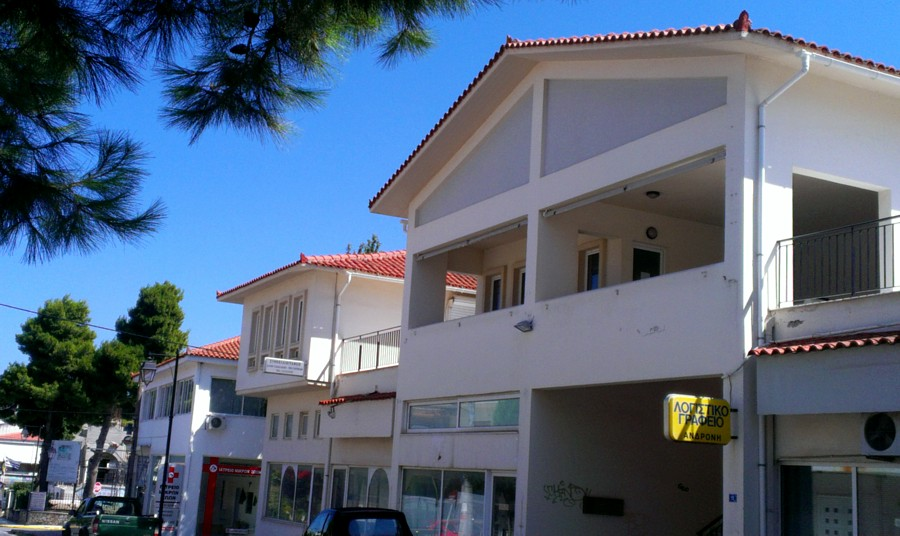
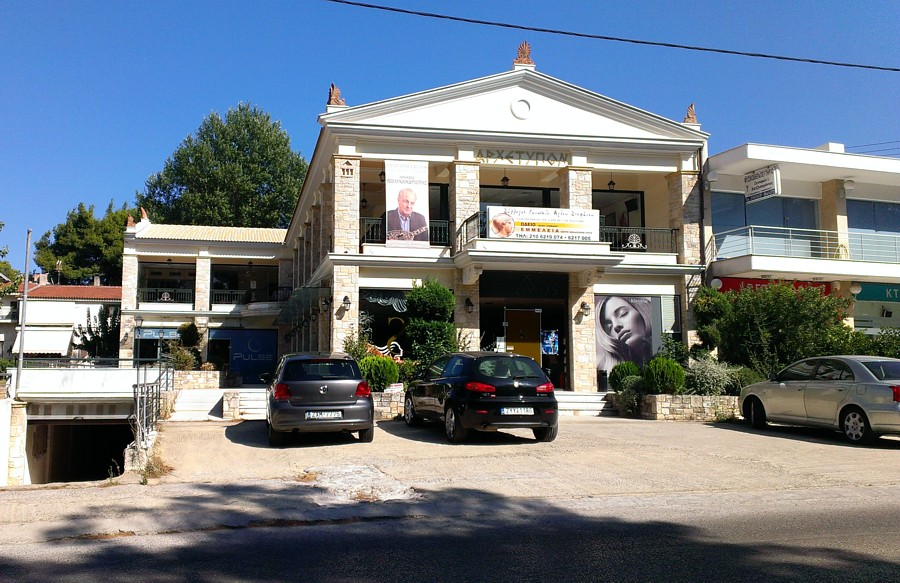
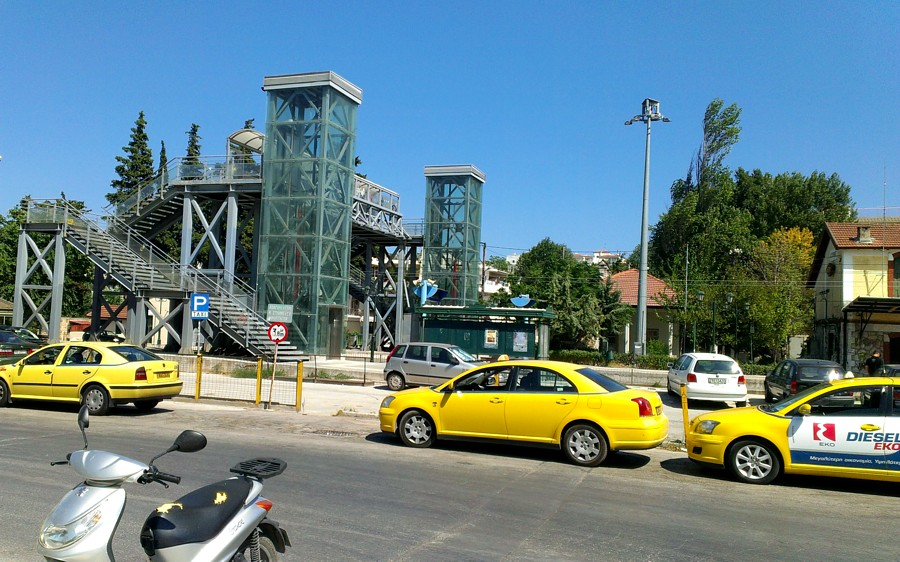
Station
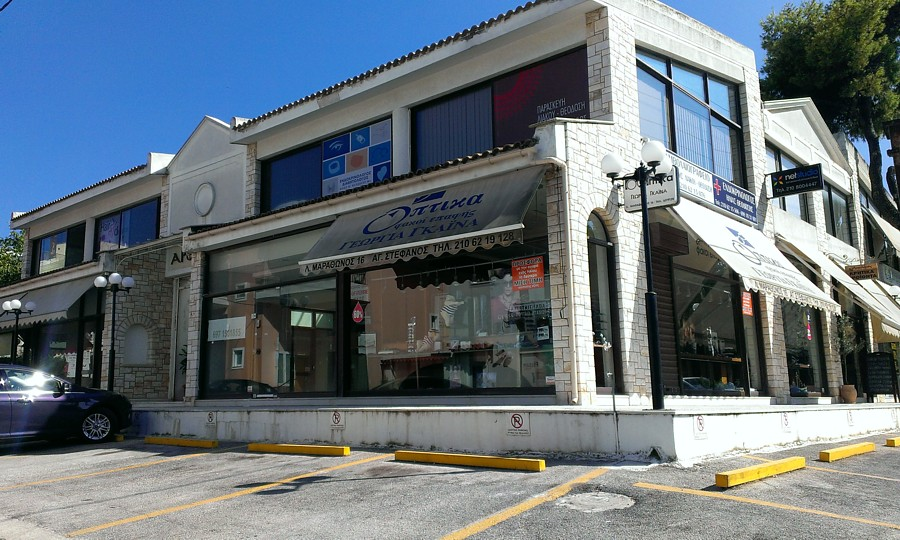
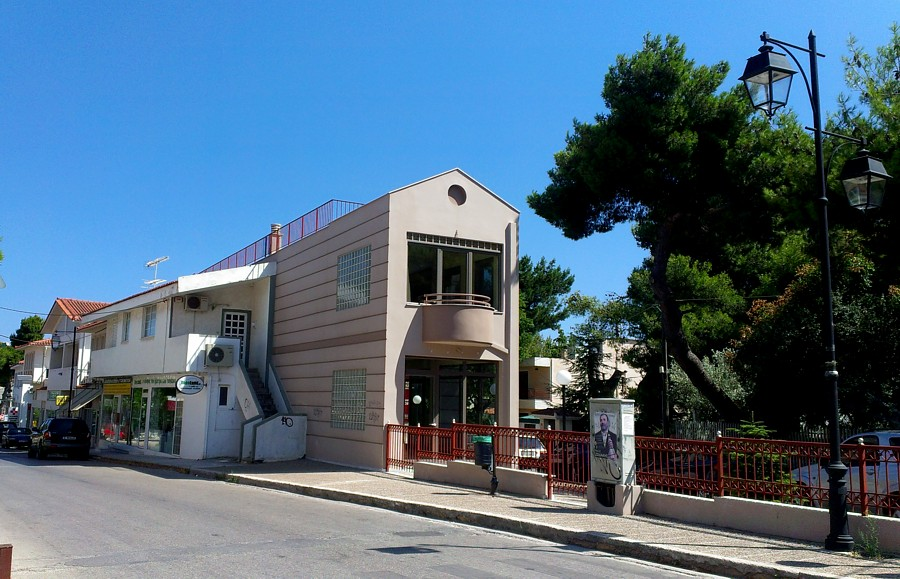